# Rio Bortofălău
O Rio Bortofălău é um rio da Romênia afluente do Rio Cernat, localizado no distrito de Covasna.